# Hans Fischer
Hans Fischer (Höchst, 27 luglio 1881 – Monaco di Baviera, 31 marzo 1945) è stato un chimico tedesco.

## Biografia
Docente presso l'Università di Innsbruck in Austria dal 1915, si trasferì per insegnare all'Università di Vienna nel 1918, per trasferirsi definitivamente a Monaco di Baviera presso la locale Università nel 1921.
I suoi studi si concentrarono, a partire dal 1926, sulla sintesi delle porfirine, composti eterociclici  derivanti dalla porfina; queste ricerche permisero di scoprire ed isolare l'ematina presente nel sangue.
Incentrò le sue ricerche anche sui coloranti presenti nella bile e nelle foglie, riuscendo a sintetizzarne diverse quantità. Grazie a queste scoperte nel 1929 riuscì ad effettuare la prima sintesi dell'emoglobina, e nel 1939 stabilì la costituzione della clorofilla.
Per queste scoperte venne insignito del premio Nobel per la chimica nel 1930.
Fischer si è sposato con Wiltrud Haufe nel 1935. Si è suicidato il 31 marzo 1945 dopo che il suo istituto e il suo lavoro furono distrutti negli ultimi giorni della seconda guerra mondiale.

## Riconoscimenti
- Il cratere lunare Fischer è stato dedicato alla sua memoria.